# IC 2522
IC 2522 је спирална галаксија у сазвјежђу Шмрк (Пумпа) која се налази на листи објеката дубоког неба у Индекс каталогу.
Деклинација објекта је - 33° 8' 13" а ректасцензија 9h 55m 8,9s. Привидна величина (магнитуда) објекта IC 2522 износи 11,9 а фотографска магнитуда 12,6. Налази се на удаљености од 28,336 милиона парсека од Сунца. IC 2522 је још познат и под ознакама ESO 374-10, MCG -5-24-4, UGCA 189, AM 0952-325, IRAS 09529-3254, PGC 28606.